# Vitālijs Jagodinskis
Vitālijs Jagodinskis (* 28. Februar 1992 in Riga) ist ein lettischer Fußballspieler.

## Karriere

### Verein
Jagodinsksis begann seine Karriere beim FK Daugava Rīga. 2009 wechselte er zum FK Jūrmala. 2012 ging er in die Ukraine zu Dynamo Kiew, wo er jedoch für die Zweitligamannschaft spielte. 2014 wurde er an den Erstligisten FC Hoverla-Zakarpattya Uschhorod verliehen.

### Nationalmannschaft
Jagodinskis spielte für diverse Jugendnationalmannschaften. 2014 wurde er erstmals für die Herren nominiert. Sein Debüt gab er im September 2014 im Testspiel gegen Armenien.